# Berric
Berric [bɛʁik] est une commune française située dans le département du Morbihan, en région Bretagne.

## Géographie

### Situation
| Sulniac | Sulniac |                |
| Sulniac | Berric  | Questembert    |
| Lauzach |         | Noyal-Muzillac |

Berric est située dans le Morbihan en Bretagne, à la frontière du pays gallo et du pays breton, à mi-chemin de Vannes et de Questembert. La commune est vallonnée au nord et encaissée par de profondes vallées. Les ruisseaux de la partie ouest de la commune sont tributaires du golfe du Morbihan tandis que ceux de l'est rejoignent la rivière de Pénerf et l'Océan. De nombreux moulins sont actionnés par ses ruisseaux. La commune culmine à 122 mètres d'altitude près de la Lande de la Boule et à 35 mètres au sud. Le bourg dominé par son église occupe une position centrale. Le paysage est fait de bocage et de très nombreux hameaux. La commune est très rurale. Elle est couverte de bois et de landes au nord, à l'ouest (vers Trémohar) et dans les vallons de la rivière de Pénerf.

### Lieux-dits et écarts
- Berric.
- Château de Trémohar (3,5 km à l'ouest).
- Le Petit Trémohar (4 km à l'ouest).
- Cohignac (3,5 km à l'est).
- La Cour de Cohignac (4 km à l'est).
- Kercohan (3,5 km à l'ouest).
- Les Vertus (1 km à l'est).
- Le Rendez-Vous.
- La Lande de la Boule.
- La Lande du Temple.
- Trihuen.
- Grabéto.
- Le Grand Bodo
- Le Petit Bodo
- Bonnoy.
- Scodéguy.

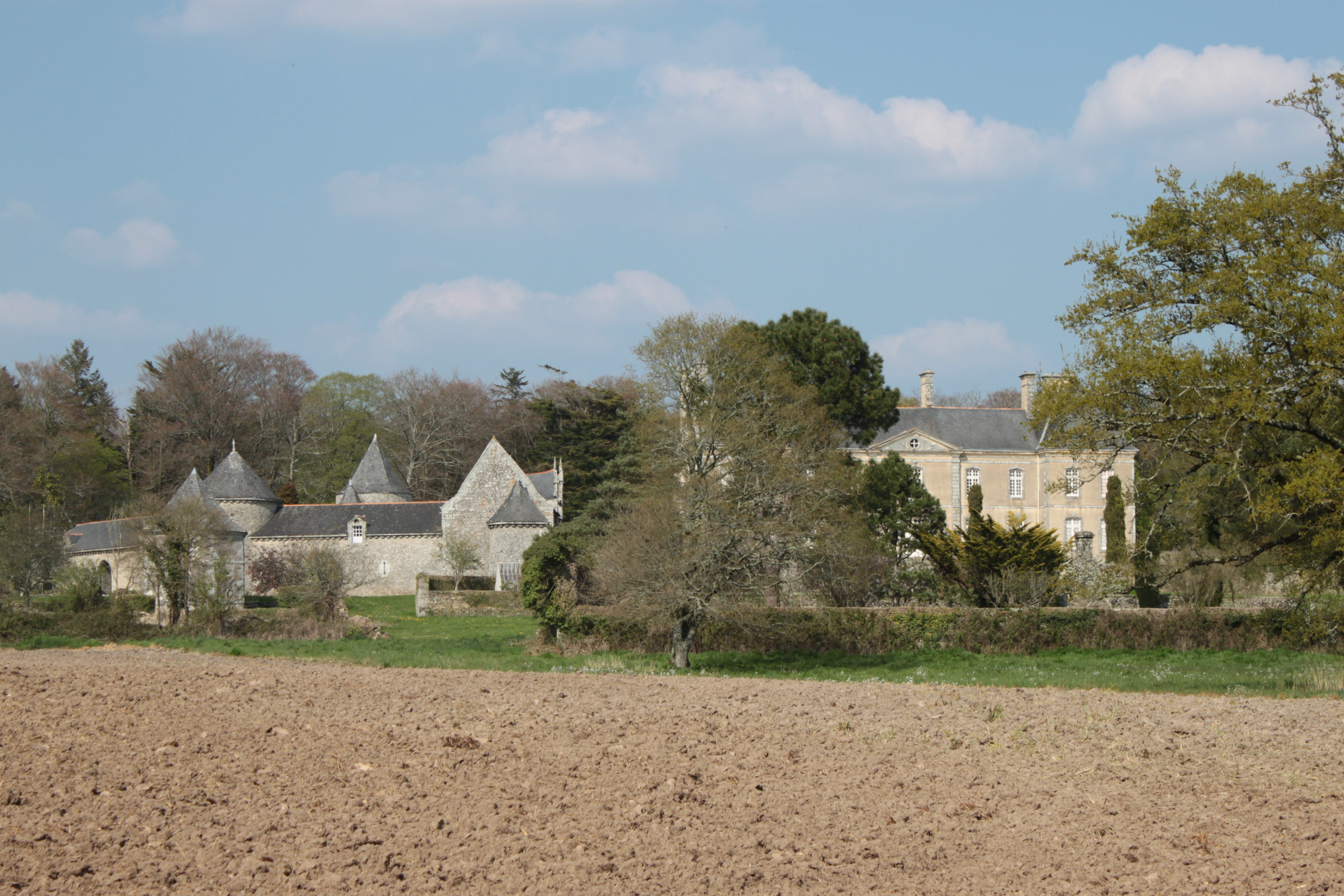
Château de Trémohar.

- Kervorel (longitude : -2.5428375 latitude : 47.64211756 altitude : 76 m).
- Le Guérizec.
- Kerivarh.
- Le Communo.
- Coëtriolet.
- Kerrio.
- Kerfranc.
- Tivilloré.
- Penpont.
- Le Lojo.
- Larcan.
- Le Verger.
- Le Guern.
- Keroyant.
- Le Flahec.
- Kerhennebont.
- Kerrean.
- La Croix Carné.
- Kervily.
- Bray.
- Quivilion.
- Lanvoroch.
- Kerguistinen
- etc.

Presque tous les noms sont bretons.

### Hydrographie
Pour un article plus général, voir Réseau hydrographique du Morbihan.
La commune est située dans le bassin Loire-Bretagne. Elle est drainée par le Penerf, le ruisseau du Plessis, le Guern, le Kervily, le Plat d'Or et le ruisseau de Trébénan,,.
Le Pénerf , d'une longueur de 25 km km, prend sa source dans la commune  et se jette  dans l'Océan Atlantique en limite de Le Tour-du-Parc et de Damgan, après avoir traversé cinq communes. 

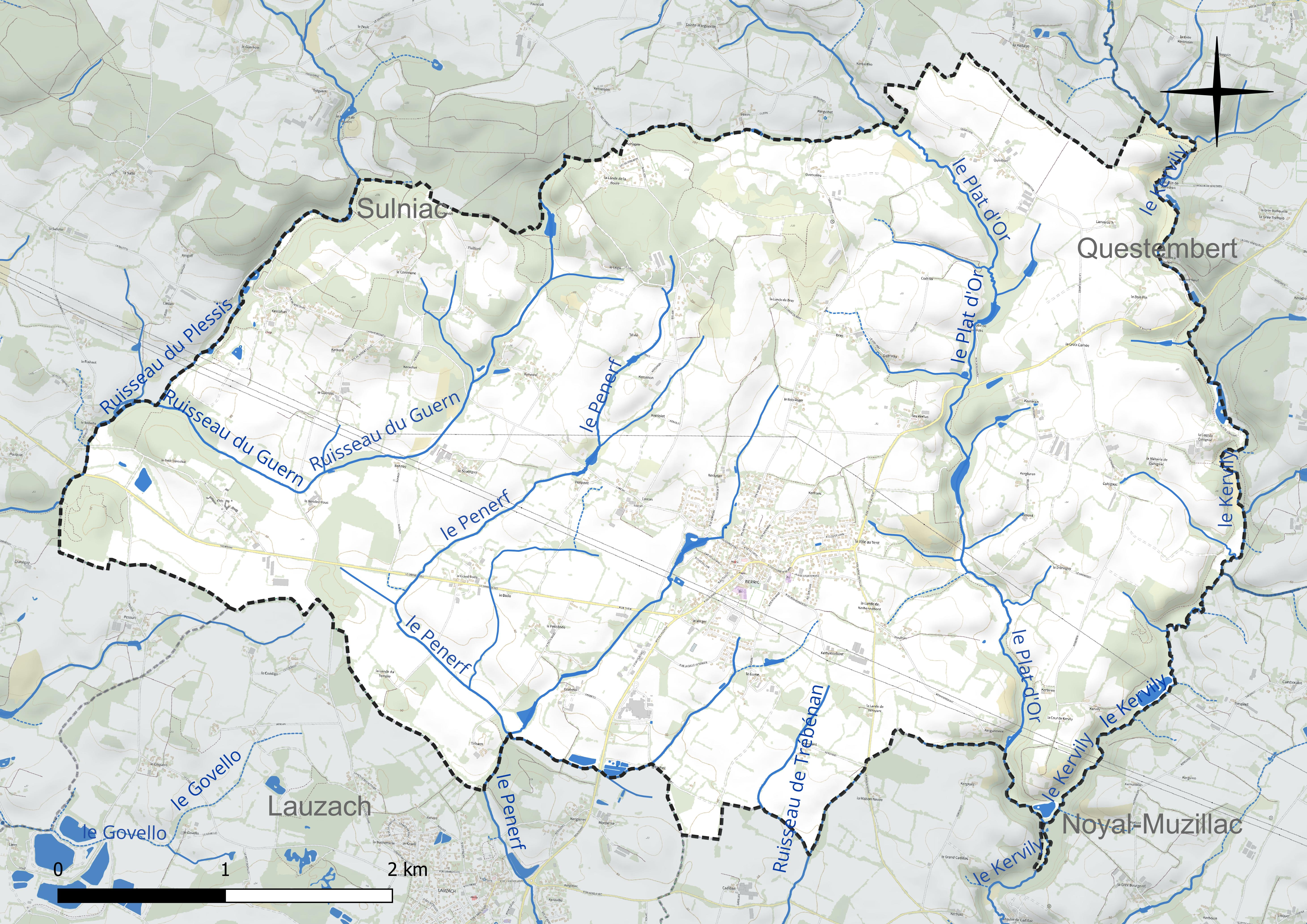
Réseau hydrographique de Berric.

Le Plessis , d'une longueur de 17 km km, prend sa source dans la commune de Sulniac et se jette  dans le ruisseau de Liziec  à Theix-Noyalo. 

### Climat
Pour des articles plus généraux, voir Climat de la Bretagne et Climat du Morbihan.
En 2010, le climat de la commune est de type climat océanique franc, selon une étude du CNRS s'appuyant sur une série de données couvrant la période 1971-2000. En 2020, Météo-France publie une typologie des climats de la France métropolitaine dans laquelle la commune est exposée à un climat océanique et est dans la région climatique  Bretagne orientale et méridionale, Pays nantais, Vendée, caractérisée par une faible pluviométrie en été et une bonne insolation. Parallèlement l'observatoire de l'environnement en Bretagne publie en 2020 un zonage climatique de la région Bretagne, s'appuyant sur des données de Météo-France de 2009. La commune est, selon ce zonage, dans la zone « Intérieur  », exposée à un climat médian, à dominante océanique.  
Pour la période 1971-2000, la température annuelle moyenne est de 11,7 °C, avec une amplitude thermique annuelle de 12,3 °C. Le cumul annuel moyen de précipitations est de 873 mm, avec 13 jours de précipitations en janvier et 6,5 jours en juillet. Pour la période 1991-2020, la température moyenne annuelle observée sur la station météorologique la plus proche, située sur la commune de Questembert à 6 km à vol d'oiseau, est de 12,0 °C et le cumul annuel moyen de précipitations est de 1 095,5 mm,. Pour l'avenir, les paramètres climatiques de la commune estimés pour 2050 selon différents scénarios d’émission de gaz à effet de serre sont consultables sur un site dédié publié par Météo-France en novembre 2022.

## Urbanisme

### Typologie
Au 1er janvier 2024, Berric est catégorisée bourg rural, selon la nouvelle grille communale de densité à sept niveaux définie par l'Insee en 2022.
Elle est située hors unité urbaine. Par ailleurs la commune fait partie de l'aire d'attraction de Vannes, dont elle est une commune de la couronne,. Cette aire, qui regroupe 47 communes, est catégorisée dans les aires de 50 000 à moins de 200 000 habitants,.

### Occupation des sols
L'occupation des sols de la commune, telle qu'elle ressort de la base de données européenne d’occupation biophysique des sols Corine Land Cover (CLC), est marquée par l'importance des territoires agricoles (81 % en 2018), en diminution par rapport à 1990 (83,5 %). La répartition détaillée en 2018 est la suivante : 
terres arables (44 %), zones agricoles hétérogènes (23,5 %), prairies (13,5 %), forêts (13,5 %), zones urbanisées (4 %), milieux à végétation arbustive et/ou herbacée (1,5 %). L'évolution de l’occupation des sols de la commune et de ses infrastructures peut être observée sur les différentes représentations cartographiques du territoire : la carte de Cassini (XVIIIe siècle), la carte d'état-major (1820-1866) et les cartes ou photos aériennes de l'IGN pour la période actuelle (1950 à aujourd'hui).

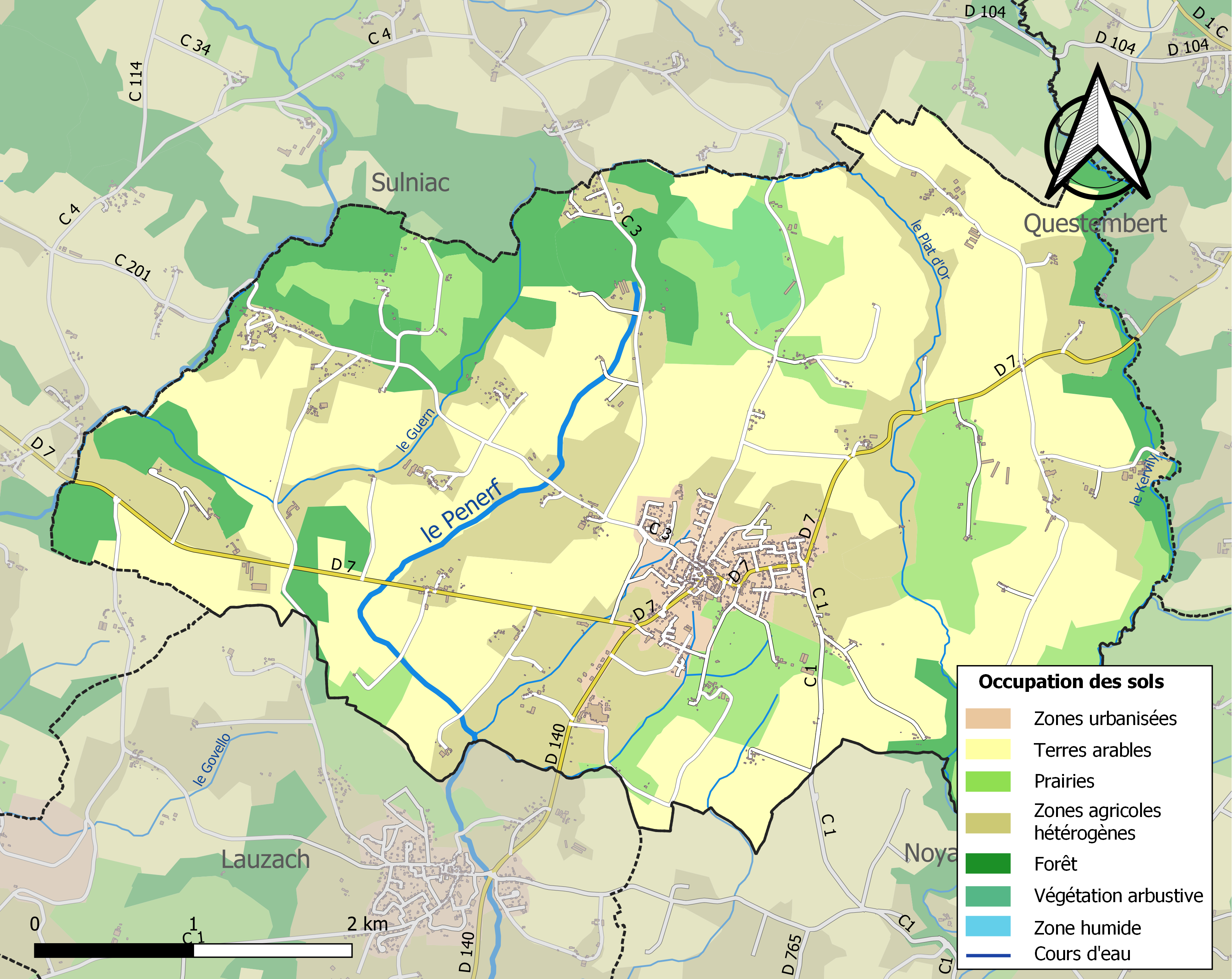
Carte des infrastructures et de l'occupation des sols de la commune en 2018 (CLC).

## Toponymie
Le nom de la localité est attesté sous les formes Berryc en 1272, Berric en 1387, Berry en 1433 et Béric en 1779.

## Histoire
La paroisse de Berric ne semble pas remonter avant le Xe siècle. Le principal seigneur de Berric à la montre de Vannes en 1481 était Jean de Quifistre, sieur de Trémohar (ou Trémour) avec 200 livres de revenu. Il y avait au XVe siècle trois nobles dans la paroisse. Les huit seigneuries de Berric étaient :
- Trémohar, aux Quifistre
- Bray, aux Quifistre
- Cohignac, aux Carné
- Kerrio
- Kerroyant
- Kervily
- Quirisec. Le manoir où résidait les seigneurs du lieu, les du Quirissec, était à Kerverhet.
- Tréhuen (contracté plus tard en Trihuen)

## Politique et administration
| Période                                  | Période         | Identité                               | Étiquette | Qualité                                                                              |
| ---------------------------------------- | --------------- | -------------------------------------- | --------- | ------------------------------------------------------------------------------------ |
| 1848                                     | 1871            | Guillaume-Marie Le Guennan (1813-1873) |           | Propriétaire cultivateur                                                             |
| ?                                        | 1901            | Paul Thuriau                           |           |                                                                                      |
| 1901                                     | ?               | Jacques Le Bourbasquet                 |           |                                                                                      |
| Maire en 1929                            | ?               | Guillaume Le Jallé                     |           |                                                                                      |
| Maire en 1935                            | ?               | Joseph Le Pironnec                     |           | Cultivateur                                                                          |
| Les données manquantes sont à compléter. |                 |                                        |           |                                                                                      |
| ?                                        | octobre 1947    | Joseph Le Bot                          | URD       | Boulanger                                                                            |
| octobre 1947                             | mai 1953        | Émile Le Goff                          | URD       |                                                                                      |
| mai 1953                                 | mars 1977       | Jean Le Pendu                          |           | Maire honoraire                                                                      |
| mars 1977                                | mars 1989       | François Oillic                        |           | Premier adjoint (1971 → 1977), maire honoraire                                       |
| mars 1989                                | 22 janvier 2018 | André Fégeant                          | DVD       | Retraité de l'armée Président de Questembert Communauté (2014 → 2017) Démissionnaire |
| 22 janvier 2018                          | 26 mai 2020     | Marcelle Le Penru                      | DVD       | Professeure retraitée, première adjointe (2014 → 2018)                               |
| 26 mai 2020                              | En cours        | Michel Grignon                         | SE        | Technico-commercial 4e vice-président de Questembert Communauté (depuis 2020)        |
| Les données manquantes sont à compléter. |                 |                                        |           |                                                                                      |

## Démographie
L'évolution du nombre d'habitants est connue à travers les recensements de la population effectués dans la commune depuis 1793. Pour les communes de moins de 10 000 habitants, une enquête de recensement portant sur toute la population est réalisée tous les cinq ans, les populations de référence des années intermédiaires étant quant à elles estimées par interpolation ou extrapolation. Pour la commune, le premier recensement exhaustif entrant dans le cadre du nouveau dispositif a été réalisé en 2007.

En 2022, la commune comptait 2 119 habitants, en évolution de +14,98 % par rapport à 2016 (Morbihan : +3,82 %, France hors Mayotte : +2,11 %).
| 1793  | 1800  | 1806  | 1821  | 1831  | 1836  | 1841  | 1846  | 1851  |
| ----- | ----- | ----- | ----- | ----- | ----- | ----- | ----- | ----- |
| 1 100 | 1 017 | 1 123 | 1 201 | 1 162 | 1 166 | 1 084 | 1 149 | 1 189 |

| 1856  | 1861  | 1866  | 1872  | 1876  | 1881  | 1886  | 1891  | 1896  |
| ----- | ----- | ----- | ----- | ----- | ----- | ----- | ----- | ----- |
| 1 173 | 1 185 | 1 165 | 1 128 | 1 156 | 1 175 | 1 167 | 1 170 | 1 185 |

| 1901  | 1906  | 1911  | 1921  | 1926  | 1931 | 1936 | 1946 | 1954 |
| ----- | ----- | ----- | ----- | ----- | ---- | ---- | ---- | ---- |
| 1 177 | 1 192 | 1 145 | 1 003 | 1 010 | 970  | 962  | 913  | 832  |

| 1962 | 1968 | 1975 | 1982 | 1990 | 1999  | 2006  | 2007  | 2012  |
| ---- | ---- | ---- | ---- | ---- | ----- | ----- | ----- | ----- |
| 769  | 725  | 698  | 814  | 816  | 1 027 | 1 378 | 1 428 | 1 642 |

| 2017  | 2022  | - | - | - | - | - | - | - |
| ----- | ----- | - | - | - | - | - | - | - |
| 1 904 | 2 119 | - | - | - | - | - | - | - |

## Culture et patrimoine

### Lieux et monuments
- Château de Trémohar, XVIe siècle. Fief des de Berric puis aux mains des Quifistre. La dernière marquise de Quifistre de Bazlavan meurent en 1879 et le château passe à son frère le comte de Gouvello (famille dont le berceau est la presqu'île de Rhuys). Il est ensuite vendu à la famille Francès qui le cède en 1984 à M. Blériot, petit-fils de Louis Blériot, qui en est toujours propriétaire. Le château, détruit pendant les guerres de la Ligue, conserve quelques éléments du XIVe siècle (tour de garde, colombier). Les communs sont du XVIIe siècle et le château a été reconstruit vers 1750. Les combles sont percées de belles lucarnes au nord. Le château a été classé Monument Historique en 1960. « Trémohar » qui signifie « grand passage » en, breton est bâti sur une petite éminence dominant la route Theix-Questembert D7 depuis laquelle il est visible extérieurement. Sa chapelle privée a disparu.
- Église Saint-Thuriau du XVIIe siècle.
- Chapelle Notre-Dame-des-Vertus XVIe siècle. Classée MH. Une belle fontaine l'accompagne (au Goh Vray).
- Fontaine Notre-Dame-des-Vertus XVIIe siècle
- Chapelle de Kercohan XVIe siècle. Dédiée à Notre Dame de Bon Secours, elle est aussi classée aux MH.
- Ancienne chapelle Saint-Marc-et-Saint-Gildas, jadis située au village de Cohignac. Elle a été détruite en 1927.
- Manoir de la Cour de Cohignac. Ce manoir qui garde une crossette et les armes des Carné sur une façade sans doute postérieure avait sa chapelle privée.
- Manoir de Trihuen. Il avait sa chapelle dans l'église du bourg.

### Héraldique
|  | Les armoiries de Berric se blasonnent ainsi : D’hermines aux trois fasces d’azur ; au franc canton d’or à l’arbre arraché de sinople. Conc. B. Le Ny-Jegat. |

## Personnalités liées à la commune
- Louis Blériot, aviateur.